# Nataliya Skakun
Nataliya Anatoliïvna Skakun (ukrainien : Наталія Анатоліївна Скакун), née le 3 août 1981 à Blagovechtchenka, est une haltérophile ukrainienne.

## Palmarès

### Jeux olympiques
- Athènes 2004
  -  Médaille d'or en moins de 63 kg[1]

### Championnats du monde
- Vancouver 2003
  -  Médaille d'or en moins de 63 kg

### Championnats d'Europe
- Antalya 2002
  -  Médaille d'or en moins de 63 kg
- Trencin 2001
  -  Médaille de bronze en moins de 63 kg
- Sofia 2000
  -  Médaille de bronze en moins de 58 kg